# Монзе
Монзе (на английски: Monze) е град в централната част на Южна Замбия. Намира се в Южната провинция на страната. Има жп гара, от която на североизток се пътува до столицата Лусака, а на югозапад към Ливингстън и Зимбабве. Населението му е 39 752 жители (2010 г.).